# Cafetera expreso

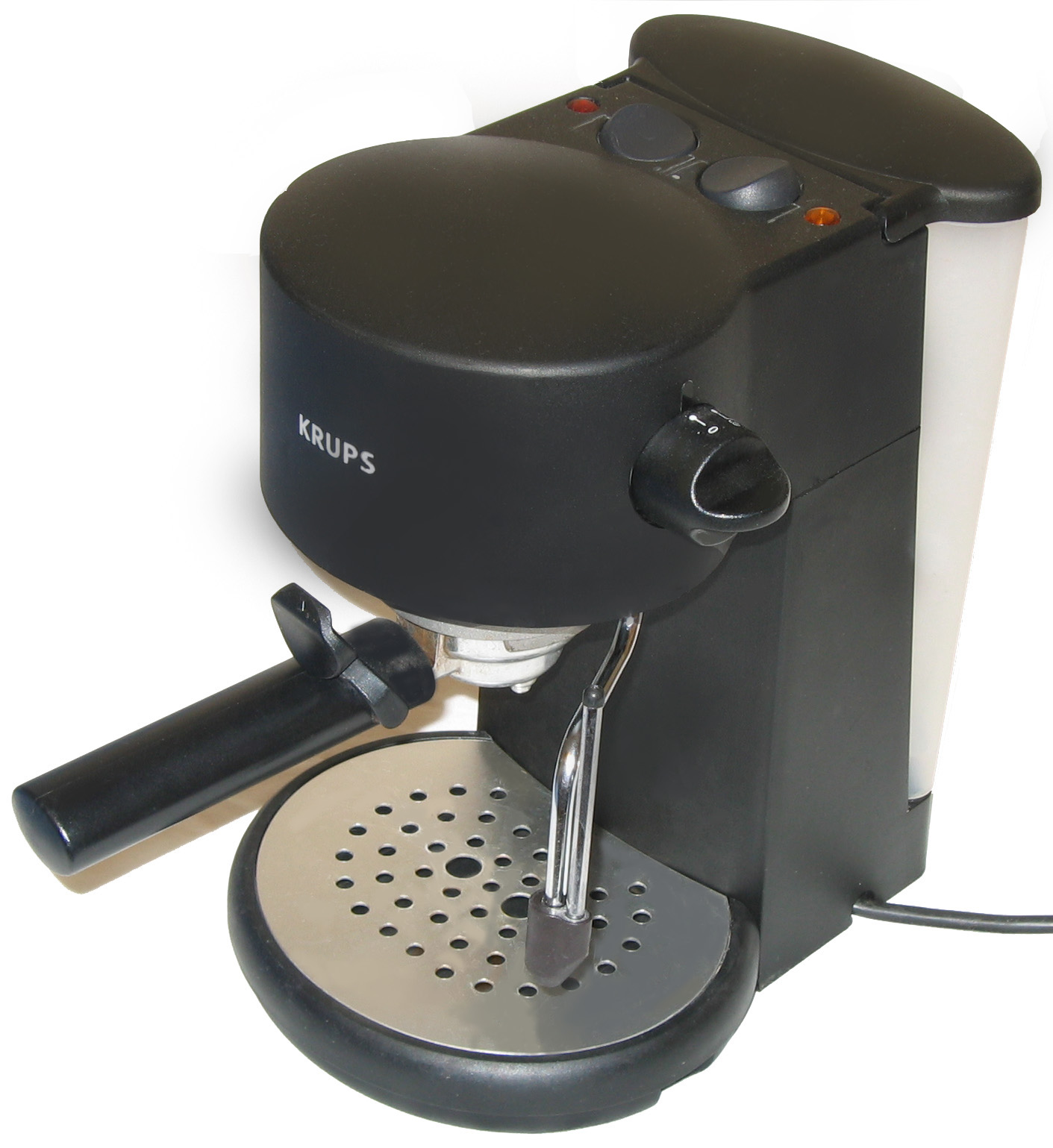
Típica cafetera expreso doméstica de bomba.

La cafetera expreso, cafetera espresso o cafetera exprés, se utiliza para elaborar el café expreso italiano.

## Historia

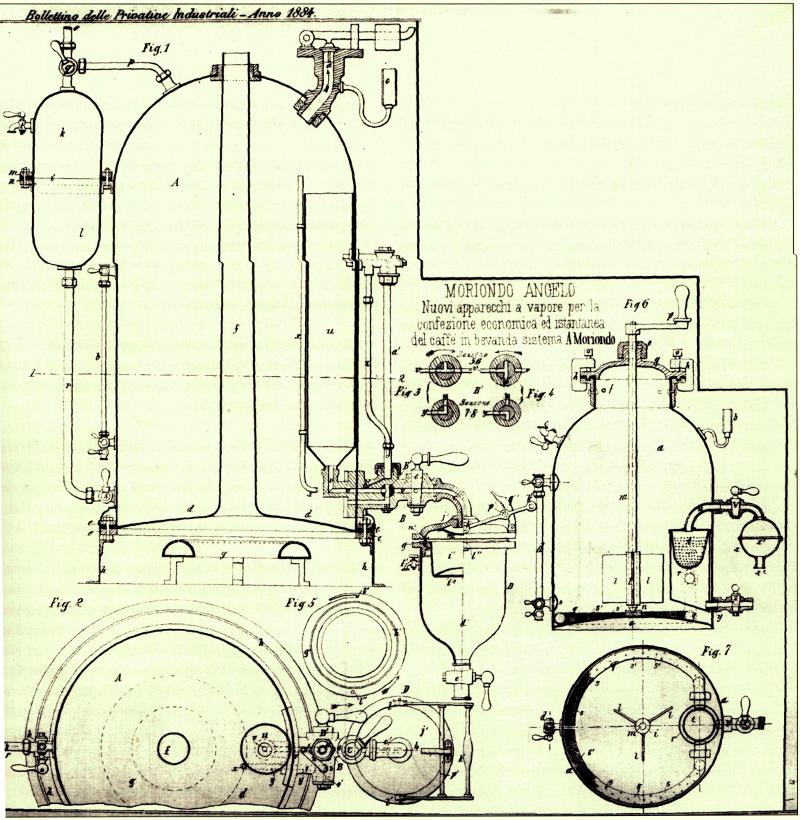
Primera patente (vol. 33 n.º 256, 1884) de la máquina de expreso, por Angelo Moriondo.

La primera máquina para hacer expreso fue construida y patentada por Angelo Moriondo de Turín, Italia, que mostró un ejemplar operativo en la Exposición General de Turín de 1884. Obtuvo la patente con el número 33/256 con fecha de 16 de mayo de 1884 (según el «Bollettino delle privative industriali del Regno d’Italia», 2.ª edición, volumen 15, 1884, págs. 635–655). Moriondo Angelo registró un certificado de denominación industrial por una nueva invención llamada «Nueva maquinaria de vapor para la elaboración económica e instantánea de bebidas de café, método ‘A. Moriondo’, Placa CXL».
En 1901, Luigi Bezzera de Milán patentó subsiguientes mejoras a la máquina. Bezzera no era ingeniero, sino mecánico. La primera mejora fue registrada el 19 de diciembre de 1901 con el nombre «Innovaciones en la maquinaria para preparar y servir inmediatamente cafés» (Patente n.º 153/94, 61707, concedida el 5 de junio de 1902). En 1905 Desiderio Pavoni adquirió la patente y fundó la empresa «La Pavoni» para producir comercialmente la máquina (una al día) en un pequeño taller en la Via Parini de Milán.

## Mecanismo conductor

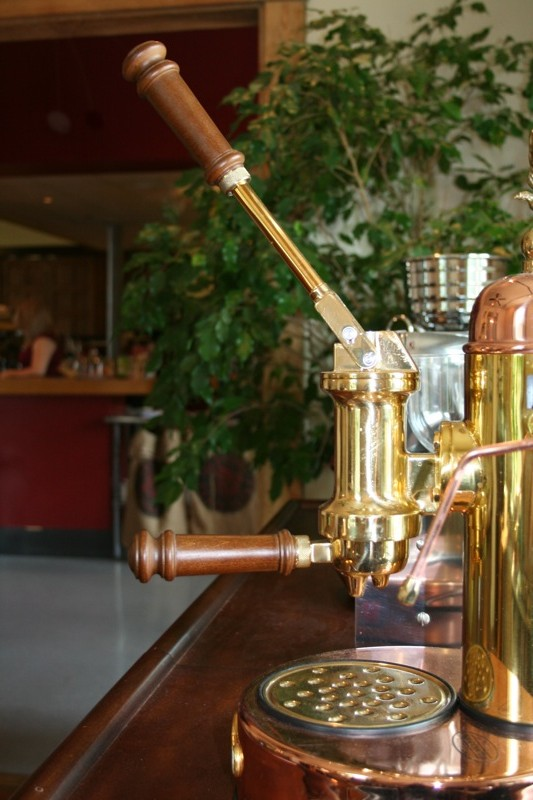
Una cafetera expreso manual de pistón.

Desde su invención en 1901, se han introducido cantidad de diseños de cafeteras para producir expreso. Varias cafeteras tienen algunos componentes comunes.
Variando la finura del molido, la presión utilizada con el molido o la presión en sí, se puede alterar el sabor del café expreso. Algunos baristas vierten el café directamente en un taza o vaso precalentado, para mantenerlo a una temperatura superior.
Las cafeteras expreso también pueden tener un canal de vapor que se utiliza para vaporizar y conseguir espuma en líquidos, especialmente leche para bebidas como el Cappuccino y el latte macchiato.

### A vapor
Una unidad a vapor opera haciendo que el agua atraviese el café mediante vapor o presión de vapor. Las primeras cafeteras expreso eran de este tipo, con vapor producido por una caldera que se vertía en cuatro nodos de forma que se podía hacer a la vez diferentes tipos de café. Este tipo de diseño aún se utiliza en la gama más económica, dado que no necesita ningún componente móvil. Muchas unidades de bajo costo a vapor se venden en combinación con una máquina por goteo.

### De pistón
La variante de pistón, o de manivela, fue desarrollada en Italia en 1945 por Achille Gaggia, fundador del fabricante de cafeteras expreso Gaggia.
El diseño utiliza usualmente una manivela, accionada a mano, con el objetivo de presurizar agua caliente y enviarla a través del café molido.
Hay dos tipos de cafeteras de manivela, las de diseño de pistón manual y de pistón de muelle. En la primera el operador presiona el agua a través del molido, mientras que en el caso del pistón de muelle, el operador tensa el muelle, que posteriormente envía la presión para producir el expreso (normalmente entre 8 y 10 bar).

### De bomba
Un avance de la unidad de pistón es la máquina de bomba, introducido en la Faema E61 en 1961, y se ha convertido en el diseño más popular en las cafeterías. En lugar de servirse de fuerza manual, una bomba a motor provee la fuerza necesaria para la elaboración del expreso. El agua puede obtenerse de la red o de un depósito propio que se rellena de forma manual.
Hay cuatro variantes entre las máquinas domésticas, dependiendo del método de producción de agua caliente y vapor. A estas cuatro variantes se las conoce por medio de acrónimos:
- Caldera única o SB (por "Single Boiler")

Esta variante sólo puede calentar agua y no produce vapor, por lo que sólo necesita una caldera. Son poco frecuentes.
- Caldera única, doble uso o SB/DU (por "Single Boiler, Dual Use")

Algunas unidades domésticas utilizan una única cámara con dos propósitos, para calentar agua hasta la temperatura de preparación de café y para generar vapor para lograr leche espumosa. Dado que la temperatura del agua para café es menor que la necesaria para el vapor, la unidad necesita tiempo para la transición de un modo al otro.
- Intercambiador de calor o HX (por "Heat Exchanger")

Algunas máquinas utilizan una caldera única que se mantiene a temperatura de vapor, pero el agua para el expreso pasa por un intercambiador de calor, ganando temperatura del vapor pero sin llegar a la misma. Este es el mecanismo frecuente entre muchas de las unidades de gama media.
- Caldera doble o DB (por "Dual Boiler")

La última variante se encuentra en algunas unidades domésticas o comerciales, donde el agua para café se calienta en una cámara separada, que requiere dos calderas independientes. Esta variante se encuentra en modelos de gama media-alta.
El término "Dual Boiler" se usa más específicamente para cafeteras con dos calderas independientes, y de forma más general para lo que se ajustaría más bien al término Dual Heater (DH) o calentador dual, que cuenta con una caldera de agua para café y un termobloque independiente (TB) para calentarla y llevarla a temperatura de vapor, al contrario que ocurre con la variante HX, en el que la caldera se encuentra a temperatura de vapor y luego es enfriada.
En principio, los modelos TB consiguen temperatura de agua más estable a costa de prestaciones de vaporeo y velocidad, mientras que los modelos HX tienen un vaporeo mejor a costa de la estabilidad de la temperatura del agua. Las cafeteras DB verdaderas consiguen temperaturas de agua estables y vaporeo veloz, pero son de mayor tamaño y más caras.
La primera DB fue la La Marzocco GS de 1970.

### De bomba de aire
En los años 2000 han surgido modelos de bomba de aire. Estos utilizan aire comprimido para que el agua caliente atraviese el molido. El agua caliente proviene de una caldera o un termo. El aire comprimido proviene de una bomba que se activa a mano, con cartuchos de N2O o CO2 o mediante un compresor eléctrico. Una de las ventajas de este modelo es su tamaño, mucho más reducido y ligero que los modelos eléctricos, de hecho, a menudo son portátiles. La primera cafetera expreso de bomba de aire fue la Handpresso Wild, inventada por Nielsen Innovation SARL, una empresa francesa que la lanzó en 2007.

## Automatización
A las unidades con bombas, sensores, válvulas y molinos para un proceso de elaboración automatizado se las conoce como automáticas.
- Semiautomática, se sirve de una bomba en lugar de fuerza manual para proveer el agua. El resto de presión en el filtro se consigue gracias a una válvula de tres vías.
- Automática, controla también el volumen de líquido, y de forma indirecta el tiempo de elaboración. Para este propósito se ha añadido un caudalímetro al módulo principal: cuando la cantidad de agua programada pasa por el caudalímetro, la bomba se detiene. El molido y el relleno siguen siendo manuales.
- Superautomática, estos modelos muelen el café, rellenan el filtro y extraen la bebida de forma automática. El operador únicamente tiene que llenar el recipiente de granos de café y, si la cafetera no está conectada a la línea de agua, poner agua en el depósito correspondiente. Algunos modelos disponen también de un sistema para hacer espuma de la leche y suministrarla de forma automática. La desventaja de estos modelos es que el molido y relleno no se pueden controlar de forma manual, lo que puede repercutir en la calidad del expreso.

Los establecimientos comerciales utilizan cafeteras semiautomáticas con varios módulos principales. Estas tienen un tamaño mucho mayor que los modelos domésticos y preparan los expresos en muy poco tiempo.
Los modelos manuales o semiautomáticos ofrecen más control de la calidad del expreso. Dado que el tiempo de elaboración es una variable crítica, que a menudo se reajusta de café en café, los modelos semiautomáticos son más populares que los automáticos. Las cafeteras manuales son más populares en Europa, donde es más frecuente tomar expreso puro.
La mayoría de los modelos superautomáticos no pueden procesar mucho volumen( unos 140-170 cafés/hora) y requieren más mantenimiento, lo que las hace menos populares para aplicaciones comerciales. Por otro lado, son modelos que producen muy poca suciedad en la barra del comercio y son más compactas que los modelos con un molino independiente.
A las máquinas superautomáticas se las considera de menor calidad para un barista formado, pero de calidad superior para uno con menos conocimientos. Además, las unidades superautomáticas requieren menos personal cualificado, lo que ahorra en entrenamiento y tiempo de preparación de los empleados.

## Modificaciones
Una modificación popular entre las cafeteras expreso domésticas es la inclusión de un controlador PID para incrementar la estabilidad de la temperatura y así asegurar consistencia y calidad. Los controladores PID datan de los años 1950 y se han incluido en modelos de los años 2000, pero es raro que vengan de fábrica, a no ser que se trate de un modelo de alta gama.
Marcas como Nespresso han incorporado cafeteras expreso con cápsulas selladas de café, que facilitan la preparación en el hogar.